# Aholt (Missouri)
Aholt was een klein dorp in Chariton County in de Amerikaanse staat Missouri. Het dorp is vernoemd naar de grondlegger en immigrantenzoon Charles Aholt (1853-1921).
Charles Aholt startte er rond 1890 een landbouwbedrijf. Al snel werd er in de buurt daarvan een winkel en postagentschap gebouwd die zijn familienaam ging dragen. Bovendien werden er een katholieke school en kerk gebouwd. De woongemeenschap heeft ongeveer een halve eeuw bestaan en is ten gevolge van een overstroming van een nabijgelegen rivier overhaast ontruimd. Ter plaatse herinneren de restanten van het kleine kerkhof, met voornamelijk de graven van Duitse immigranten en hun nageslacht, aan Aholt.